# MUCC
MUCC（ムック），日本視覺系樂團。

## 成員
- 逹瑯（1979年8月21日 - ） - Vocal
- ミヤ（1979年7月26日 - ） - Guitar ・ Chorus
- YUKKE（1979年11月5日 - ） - Bass
- SATOち（1979年8月12日 - ） - Drums

## 概要
1997年2月以逹瑯與ミヤ兩個人為中心組成的茨城縣樂團MUCC。同年5月4日正式開唱。
2000年8月14日團名正式改成ムック。2003年5月21日發行單曲「我、在ルベキ場所」後便正式浮上檯面。
目前成員主要以吉他手兼隊長ミヤ、主唱逹瑯、鼓手SATOち、貝斯手YUKKE所組成。剛出道的MUCC曲風融合了昭和時代的歌謠曲風，社會諷刺以及以「死」與「絕望」為歌名的歌詞佔大多數。從第三張專輯《鵬翼》開始，增加了Metal、Punk、Funk、Disco Beat等音樂要素，樂風更寬廣，但其音樂本質依然強烈，不僅連續於2004年、2005年聖誕節震撼日本武道館，更風靡亞、歐、美等國。在歐洲及美國共發行過8張作品，相當受海外注目。2008年參加世界大型的ROCKSTAR TASTE OF CHAOS 2008（INTERNATIONAL）巡迴北美34場，歐洲19場活躍於海外市場。
作詞主要由逹瑯、ミヤ兩人擔任，作曲則是以ミヤ的創作最多，其次是逹瑯、YUKKE、SATOち。
6月9日被團員及歌迷們稱為「ムックの日」，幾乎每年都會於此日舉辦特殊活動。
ムック（mukku）的歌迷又稱為夢烏（ムッカー）（mukka）。

## 作品

### Demo tape
1. "NO!?"［1997.10］
2. 哀歌 ［1998.3.20］
3. 翼を下さい［1998.12.1］
4. 愁歌 ［1999.2.14］
5. アカ［1999.7.24 - 8.30］

### 單曲
1. 娼婦/廃［2000.6.9］
2. 赤盤［2001.7.15］
3. 青盤［2001.7.15］
4. 負ヲ讃エル謳
5. 我、在ルベキ場所
  - （A盤）［2003.5.20］
  - （B盤）［2003.5.21］
  - （C盤）［2003.5.21］
6. 路地裏 僕と君へ［2004.2.25］
7. モノクロの景色［2004.6.9］
8. ココロノナイマチ［2005.3.30］
9. 雨のオーケストラ［2005.6.8］
10. 最終列車［2005.10.19］
11. ガーベラ［2006.2.15］
12. 流星［2006.5.24］
13. 謡声（ウタゴエ）［2006.8.23］
14. ホリゾント［2006.11.8］
15. リブラ［2007.3.21］
16. フライト［2007.5.2］
17. ファズ［2007.10.31］
18. アゲハ［2008.8.27］
19. 空と糸［2009.1.28］
20. フリージア［2009.11.25］（台灣2010年3月4日發行）
21. ジオラマ ［2009.12.25］
22. 約束 ［2010.6.9］（台灣2010年6月11日發行）
  - 動畫《閃光的夜襲》片頭曲
23. フォーリングダウン ［2010.9.22］（台灣2010年9月24日發行）

### 專輯
1. 哀愁［2001.12.25］（迷你專輯）
2. 痛絶［2002.6.10］
3. 葬ラ謳［2002.9.6］
4. 是空［2003.9.3］
5. 朽木の灯［2004.9.1］
6. 鵬翼［2005.11.23］
7. 6［2006.4.26］
  - 日本、歐洲同時發行
8. 極彩［2006.12.6］
9. 志恩［2008.3.26］
10. 球体［2009.3.4］（台灣2010年3月8日發行）
11. カルマ［2010.10.6］（台灣2010年12月17日發行）
12. シャングリラ ［2012.11.28］
13. THE END OF THE WORLD ［2014.6.25］

### 精選集
1. BEST OF MUCC［2007.6.6］［台灣2008年12月19日發行］
2. WORST OF MUCC［2007.6.6］
3. カップリング・ベスト［2009.8.12］
4. カップリング・ワースト［2009.8.19］

### DVD
1. 日本列島混沌平成心ノ中［2003.12.10］LIVE DVD
2. ムックヒストリーDVD ザ・ワースト［2004.12.22］
3. 図南の鵬翼［2006.3.29］LIVE DVD
4. ワールドツアーファイナル日本武道館「666」［2006.12.20］LIVE DVD
5. MUCC 〜ライヴ クロニクル〜［2007.11.28］LIVE DVD
6. MUCC 〜ライヴ クロニクル2〜［2008.12.24］LIVE DVD
7. The Clips 〜track of six nine〜［2009.8.5］VIDEO CLIP集
8. ライヴクロニクル3〜「球体」in日本武道館〜［2009.12.23］LIVE DVD

## 外部連結
- MUCC YUKKE 公式ブログ Powered by LINE （页面存档备份，存于）
- MUCC オフィシャルホームページ （页面存档备份，存于）
- UNIVERSAL （页面存档备份，存于）
- Sony Music （页面存档备份，存于）
- 虚無僧DU MODE
- ムック オフィシャルブログ『MUCC THE RIPPER〜切り裂きムック〜』 （页面存档备份，存于）
- ムック オフィシャル Myspace
- MUCC的X（前Twitter）
- YUKKE的X（前Twitter）
- ミヤ miya ー ー 矢口 雅哲的X（前Twitter）
- MUCC的Facebook專頁
- YouTube上的muccofficial頻道
- YouTube上的MuccVEVO頻道